# Cunnawarra grayi
Cunnawarra grayi là một loài nhện trong họ Amphinectidae. Loài này phân bố ở Nieuw-Zuid-Wales.